# Alojz Rebula
Alojz Rebula (Duino-Aurisina, Trieste; 21 de junio de 1924-Topolšica, Eslovenia; 23 de octubre de 2018) fue un escritor dramaturgo, ensayista y traductor esloveno, afincado en Trieste (Italia).

## Vida
Nació en Duino-Aurisina (en esloveno Šempolaj), en el Reino de Italia. Debido a las políticas antieslavas de italianización del régimen fascista, Rebula no tuvo una educación en lengua eslovena. Asistió al gymnasium de Gorizia y al liceo en Údine. Tras la Segunda Guerra Mundial emigró a Yugoslavia. 
Estudió filología clásica en la Universidad de Liubliana, donde se graduó en 1949. En 1951 regresó a Italia debido a las presiones políticas del gobierno socialista. En 1956 se le prohibió la entrada al país por sus opiniones políticas.
En 1960 se doctoró en la Universidad de La Sapienza de Roma con una tesis sobre las traducciones al esloveno de La Divina Comedia.
En 1960 se instaló en Trieste, donde trabajó como profesor de latín y griego antiguo. Junto con Boris Pahor publicó el periódico Zaliv ("La bahía"). También participó en las publicaciones Sidro ("Ancla"), Tokovi ("Corrientes") y Most ("Puente").
En 1975 Pahor y Rebula publicaron un libro de entrevistas intitulado Edvard Kocbek: Pričevalec našega časa ("Edvard Kocbek: el testigo de nuestro tiempo"), en el cual Rebula condenaba la ejecución sumaria de 12 000 miembros de las mlilicias anticomunistas eslovenas en mayo y junio de 1945. El libro causó gran revuelo en Yugoslavia y a ambos se les prohibió la entrada al país por varios años.
En sus últimos años vivió y trabajó en el Carso italiano.

## Obra
Algunos temas frecuentes en sus libros son la antigüedad clásica, el cristianismo y la cultura de Eslovenia.
También escribió una novela sobre la vida del misionero Frederick Baraga. Rubula reconocía al autor Jacques Maritain como uno de sus padres intelectuales.
Tradujo Los siete contra Tebas, de Esquilo, y Miles Gloriosus, de Plauto, al esloveno, lo mismo que autores eslovenos como Edvard Kocbek y Fran Levstik al italiano. 

## Distinciones
Recibió varias distinciones por sus escritos. En 1995 recibió el premio Prešeren, en 1997 el Acerbi por la traducción al italiano de su novela En el viento de la hechicera, y en 2005 el Kresnik por Nocturno para Primoska, la cual fue declarada por el jurado como la mejor novela eslovena del año.

## Obras
Prosa
- Devinski sholar, novela, (El estudiante Dunio, 1954).
- Vinograd rimske cesarice, cuentos, (La viña de la emperatriz romana, 1956).
- Klic v Sredozemlje, novela, (Un llamado mediterráneo, 1957).
- Senčni ples, novela, (Baile de sombra, (1960).
- V Sibilinem vetru, novela, (En el viento de la hechicera, 1968).
- Divji golob, novela, (Paloma salvaje, 1972).
- Zeleno izgnanstvo, novela, (Exilio verde, 1981).
- Jutri čez Jordan, novela, (Mañana sobre el río Jordan, 1988).
- Kačja roža, novela, (Flor serpiente, 1994).
- Maranathà ali Leto 999, novela, (Maranathà o el año 999, 1996).
- Cesta s cipreso in zvezdo, novela, (El camino con el ciprés y la estrella, 1998).
- Jutranjice za Slovenijo, novela, (Mañanas por Eslovenia, 2000).
- Nokturno za Primorsko, novela, (Nocturno para Primorska, 2004).

Dramas
- Savlov demon, seis piezas con tema religiosos, (El demonio de Saul, 1985).
- Operacija Timava, dos actos, (La operación Timava, 1993).